# Cal Baró (Penelles)
Cal Baró és una obra amb elements renaixentistes de Penelles (Noguera) inclosa a l'Inventari del Patrimoni Arquitectònic de Catalunya.

## Descripció
Casa de construcció senyorial, feta amb pedra de carreus ben escairats combinats amb d'altres només desbastats i amb material de reble. Les seves obertures, en canvi, són fetes amb elements de pedra força treballats: llindes motllurades amb relleus ornamentals (una d'elles mostra l'escut de la família), brancals de carreus grossos ben tallats i motllurats als angles o arcs conopials esculpits sobre pedra. També conserva una magnífica pedra de balcó amb decoracions de tipus vegetal.
La construcció, bàsicament del segle xviii -l'any 1784 fou reconstruïda-, conserva molts elements de la construcció originària, probablement corresponent al segle xvi.
Hi té adossada una petita església i restes d'uns murs potser corresponents a una altra dependència antiga.
Cal Baró depenia de la parròquia de Vallverd, però a finals del segle xix passà a dependre de la parròquia de les Penelles, a partir del moment en què aquesta fou segregada de la de Castellserà.

## Història
L'antic terme de Bellestar és centrat actualment en les masies i finques de la "Granja Sant Vicent Ferrer", tot i que antigament fou cap d'un municipi que incloïa el terme rural d'Almassor, amb església pròpia del segle xii.
Les guerres i el bandolerisme del segle xv provocaren la despoblació del territori per la qual cosa moltes masies de la zona foren abandonades. La restauració no arribaria fins als segles xvi i xviii, com Cal Baró que seria reconstruïda el 1784 segons la data gravada en una de les llindes.
La capella que hi té adossada és dedicada a Sant Vicenç Ferrer.